# Moonlight (MAXの曲)
「moonlight」（ムーンライト）は、MAXの21作目のシングル。2001年9月27日発売。発売元はavex trax。

## 解説
- 2001年第3弾シングル。
- 盤収録の全楽曲の作詞をshungo.が担当。なお、shungo.はMAXの14thシングル「銀河の誓い」のオリジナル「AQUARIUS」を歌っていたユニット“HIM（エイチ・アイ・エム）”のオリジナル・メンバーである。
- 盤収録の全楽曲の作曲は外国人作家によるもの。
- 前作までとは打って変わり、タイトル曲・カップリング曲共にR&B色をさらに強め、それまでのどのシングルよりも洋楽色を前面に打ち出している。
- MAXのメンバーが全員、初めて聞いた途端一目惚れ（一聴惚れ）。制作自体は、前作「Perfect Love」よりも前に完了していて、本来「moonlight」ではない曲が「Perfect Love」の次のシングル曲として決定しており準備が進められていた。しかし、その曲の振り付けまで終わっていた段階にもかかわらず、MAXが「次のシングルは『moonlight』でいきたい。」とスタッフ及び事務所に直談判し、急遽「moonlight」のシングル化が決定したという。しかしヴィジュアル・ワークのテーマは既に決定し準備が終了していたため、「moonlight」というタイトル及び詞の世界観と、デスチャを彷彿させるジャングル仕様のジャケットが全くリンクしていない。また、カップリング曲「Paradise Lost」も同じ経緯でカップリング曲に決定。
- 「moonlight」の大サビ最後の♪あなたのmoonlight♪という箇所の尋常でないキーの高さに苦労したという。
- カップリング曲の「Paradise Lost」はほぼMinaのソロ歌唱楽曲である。
- 前前作、前作に引き続き川村ゆみが収録曲全曲にわたり、コーラスで参加。

## 収録曲
1. moonlight
作詞：shungo. / 作曲：Matt Bronleewe、Keri Kimel / 編曲：河辺健宏
2. Paradise Lost
作詞：shungo. / 作曲：Pete Kirtley、Tim Hawes、Liz Winstanley / 編曲：河辺健宏
3. moonlight (Instrumental)
4. Paradise Lost (Instrumental)

## タイアップ
- 「moonlight」
  - テレビ東京系「スキヤキ!!ロンドンブーツ大作戦」オープニングテーマ
- 「Paradise Lost」
  - テレビ東京系「くるくるアミー」オープニングテーマ

## 収録アルバム
Perfect Love
- PRECIOUS COLLECTION 1995-2002 (Disc-2 #9)
- MAXIMUM PERFECT BEST (Disc-2 #9)